# پرینستون (ایلینوی)
پرینستون، ایلینوی (به انگلیسی: Princeton, Illinois) یک شهر در ایالات متحده آمریکا با جمعیت ۷٬۷۰۰ نفر است که در ایلی‌نوی واقع شده‌است.

## موقعیت جغرافیایی
موقعیت جغرافیایی شهرها و مناطق اطراف به شرح زیر است: